# HitFix
HitFix, или HitFix.com, — развлекательный новостной веб-сайт, запущенный в декабре 2008 года и специализирующийся на срочных развлекательных новостях, инсайдерской информации, а также публикующий обзоры и критические отзывы на фильмы, музыку и телепрограммы. К середине 2010 года посещаемость сайта перешла рубеж в 1 000 000 уникальных пользователей в месяц. По состоянию на июль 2016 года HitFix занимает 14 место по посещаемости среди развлекательных сайтов, согласно данным Alexa.com. В апреле 2016 HitFix приобрела компания Woven Digital.